# 2626 Belnika
2626 Belnika eller 1978 PP2 är en asteroid i huvudbältet som upptäcktes den 8 augusti 1978 av den rysk-sovjetiske astronomen Nikolaj Tjernych vid Krims astrofysiska observatorium på Krim. Den har fått sitt namn efter Nikolaj Beljajev.
Asteroiden har en diameter på ungefär tolv kilometer och tillhör asteroidgruppen Koronis.